# Morpho portis
Morpho portis is een vlinder uit de familie Nymphalidae. De wetenschappelijke naam van de soort is voor het eerst geldig gepubliceerd in 1916 door Jacob Hübner.

## Kenmerken
De spanwijdte bedraagt ongeveer 9 cm.

## Leefwijze
De vlinder drinkt sappen van rottende vruchten.

## Verspreiding en leefgebied
Deze vlindersoort komt voor in bosachtige gebieden in Brazilië en Uruguay.